# As Aparências Enganam (álbum)
As Aparências Enganam é o álbum de estreia do grupo de rap paulista Jigaboo, lançado em 1999 pela Virgin Records.
Os destaques desse álbum foram "Corre-Corre", que tocava exaustivamente no programa Espaço Rap da rádio 105FM, e "Vai Pirar", que contou com a participação de Charlie Brown Jr., e bombou nas maiores rádios do país. Essa música, inclusive, teve seu clipe indicado ao prêmio VMB no ano de 2000.
Em 1997, P.MC entrou em contato com a FEBEM e fez apresentações dentro de algumas unidades. Com a imediata identificação dos adolescentes com a proposta, surgiu a ideia de reunir alguns adolescentes para compor uma música. Foi criado então o Projeto Realidade. Deste trabalho surgiu a canção "Realidade", presente neste álbum. A música, que acabou se tornando uma espécie de hino da FEBEM, foi composta conjuntamente entre o Jigaboo e 42 adolescentes das unidades do Complexo do Tatuapé.

## Faixas
1. Quebra Tudo
	
2. Corre Corre (Hip Hop Mix)
	
3. Deco Murphy Na Área
	
4. Fim Do Mundo
	
5. Duro De Matar
	
6. Vai Pirar (Ft. Charlie Brown Jr.)

7. Mc's Na Mira	

8. Para De Falar (Ft. O Surto)

9. Agora É Sua Vez (Ft. Doctor Mc's e Tio Fresh)

10. Doidera	

11. Mídia Ou Hip Hop
	
12. Qual É A Cor?	

13. Continua Sendo Nosso	

14. Tá Pensanduquê?	

15. Geral	

16. Realidade	

17. Favela É Favela
	
18. Corre Corre (Radio Edit)

## Créditos Musicais
- P.MC - Composição, vocais
- MC Suave - Composição, vocais
- DJ Deco Murphy - Scratches
- Rick Bonadio - Produção, Guitarras, Teclados

### Créditos Adicionais
- Grupo O Quadrilátero - Composição e vocais na faixa "Realidade"

## Prêmios e Indicações
| Ano  | Prêmio                 | Categoria                  | Trabalho Indicado                 | Resultado | Ref.        |
| ---- | ---------------------- | -------------------------- | --------------------------------- | --------- | ----------- |
| 2000 | MTV Video Music Brasil | "Melhor Videoclipe de RAP" | Vai Pirar (Ft. Charlie Brown Jr.) | Indicado  | [ 2 ] [ 5 ] |